# Stückaktie
Die Stückaktie ist im Aktienhandel und Wertpapierrecht eine Aktie ohne (nominellen) Nennwert, deren Mengeneinheit in Stück am Grundkapital einer Aktiengesellschaft oder Kommanditgesellschaft auf Aktien angegeben ist. Gegensatz ist die Nennbetragsaktie.

## Allgemeines
Auch Stückaktien weisen einen (rechnerischen) Nennwert auf, der sich aus der Division des Grundkapitals durch die Anzahl der Aktien ergibt. Das Grundkapital wird in der Bilanz als Nominalbetrag, aufgeteilt in die Gesamtstückzahl der Aktien, angegeben.
Die Einführung von Stückaktien in Deutschland ist auf einen Aufsatz von Wolfgang Stützel und Günther Jahr von 1963 zurückzuführen, auch wenn die Idee der Stückaktie in Deutschland bereits 1924 aufgekommen war.

## Arten

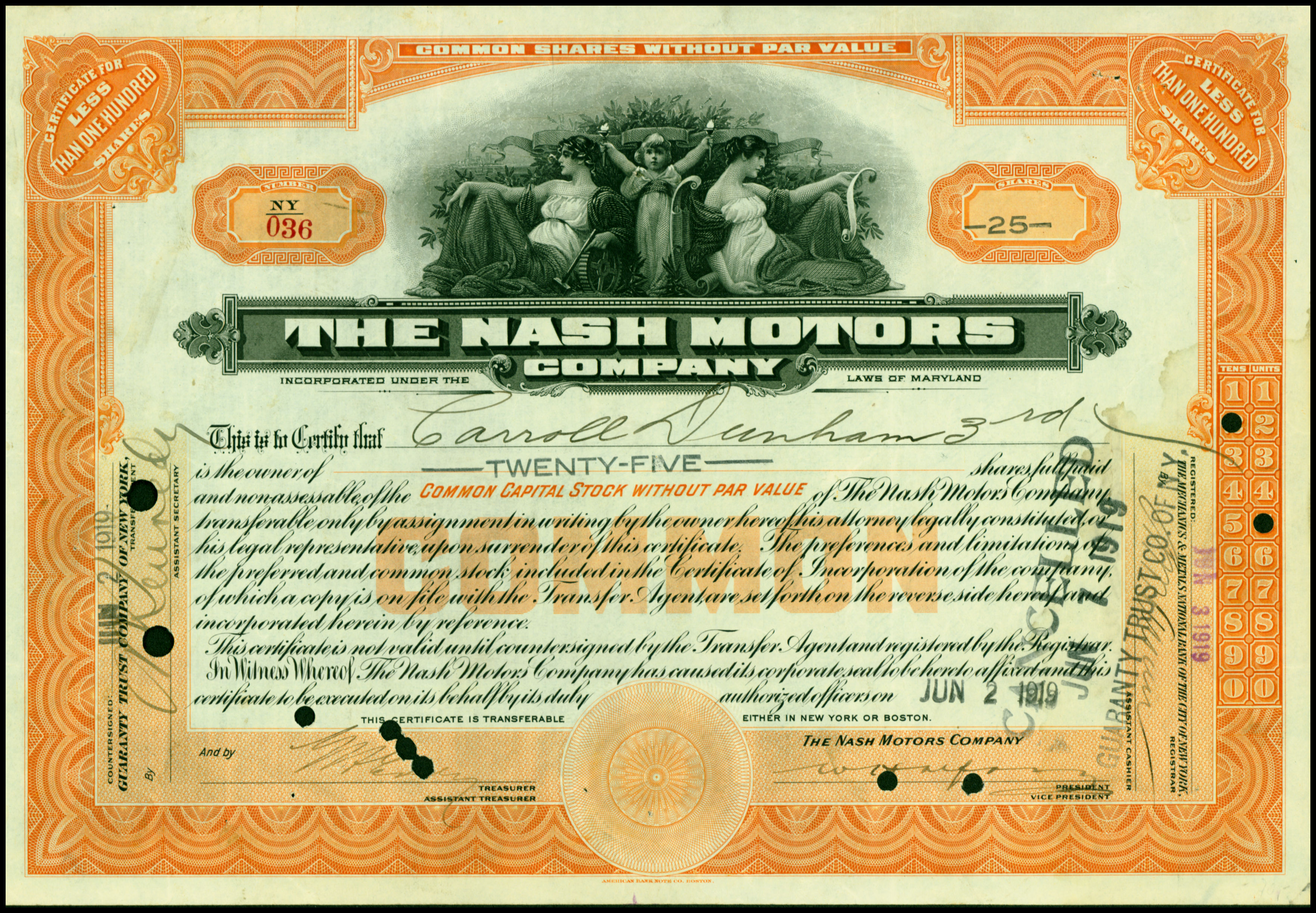
Nennwertlose Aktie der Nash Motors Company vom 2. Juni 1919

Man unterscheidet echte nennwertlose Aktien und unechte nennwertlose Aktien. Echte nennwertlose Aktien haben weder in der Satzung noch auf der ausgegebenen Aktienurkunde einen Nennwert. Bei ihnen wird das Nennwertsystem aufgegeben, die Bilanz weist kein festes Grundkapital mehr aus. An seine Stelle tritt die variable Bilanzposition „Emissionserlös“. Unechte nennwertlose Aktien besitzen eine Abhängigkeit des festen Grundkapitals von der Anzahl der Aktien; die Ausgabe neuer Aktien setzt eine proportionale Erhöhung des Grundkapitals voraus. Echte nennwertlose Aktien gibt es in den USA seit 1912, in Kanada seit 1918 und in Japan seit 1950. Als Quotenaktien kommen unechte nennwertlose Aktien in Belgien, Luxemburg und Liechtenstein vor. Sie haben sich nicht weiter verbreitet, weil hier bei jeder Emission neuer Aktien alle Aktien eingezogen und ersetzt werden müssen.

## Rechtsfragen
§ 8 Abs. 1 AktG sieht vor, dass Aktien entweder als Nennbetragsaktien oder Stückaktien ausgegeben werden dürfen. Diese Rechtsnorm geht auf das „Gesetz über die Zulassung von Stückaktien“ vom 25. März 1998 zurück. Eine maßgebliche Motivation der Einführung der Stückaktie war die anstehende Umstellung auf den Euro. Da die Umrechnung der Nationalwährungen auf den Gegenwert in Euro bei Nennwertaktien komplizierte Umrechnungen zur Folge hat, die meist in „krummen“ Beträgen resultieren, wurde die nennwertlose Stückaktie eingeführt. Da diese nur einen nennwertlosen Anteil widerspiegelt, entfällt eine entsprechende nominale Umrechnung.
Der auf die einzelne Stückaktie entfallende anteilige Betrag des Grundkapitals darf einen Euro nicht unterschreiten (§ 8 Abs. 3 AktG). Stückaktien sind am Grundkapital im gleichen Umfang beteiligt (§ 8 Abs. 3 Satz 2 AktG). Daraus ergibt sich, dass nur eine Art durch das emittierende Unternehmen ausgewählt werden darf („entweder … oder“). Die Satzung legt gemäß § 23 Abs. 3 Nr. 4 AktG fest, welche Art ausgegeben wird. Daher entfällt auch auf sie ein anteiliger Betrag vom Grundkapital, der allerdings einen Euro nicht unterschreiten darf. Genau genommen hat die Stückaktie mithin einen Nennbetrag, weshalb sie zuweilen als unechte nennwertlose Aktie bezeichnet wird. Der Anteil am Grundkapital bestimmt sich nach § 8 Abs. 4 AktG bei Nennbetragsaktien nach dem Verhältnis ihres Nennwerts zum Grundkapital, bei Stückaktien nach der Zahl der Aktien. Auch hieraus ergibt sich, dass Stückaktien als unechte nennwertlose Aktien einzustufen sind.

## Wirtschaftliche Aspekte
Die deutsche Stückaktie ist genauer eine unechte nennwertlose Stückaktie. Im Gegensatz zur echten Stückaktie (auch Quotenaktie genannt), bezieht sich die unechte Variante auf den Anteil am Grundkapital und nicht an der Mitgliedschaft. Letzteres wäre der Fall, wenn die Gesellschaft entweder über kein Grundkapital oder lediglich über ein Grundkapital, das nicht in Aktien zerlegt ist, verfügen würde; dies ist in Deutschland verboten.
Erkennbar sind Stückaktien oft an dem Namenszusatz o. N., der für ohne Nennwert steht und so z. B. die Aktiengattung der Volkswagen AG Stammaktien o. N. genauer definiert. Im französischsprachigen Raum wird meist die Abkürzung s.v.n (französisch sans valeur nominale) verwendet im englischsprachigen Raum heißt sie „Aktie ohne Nennwert“ (englisch no-par share).

## International
Österreich lässt ebenfalls neben der Nennbetragsaktie die Stückaktie zu (§ 8 Abs. 1 öAktG). Nach § 8 Abs. 3 öAktG haben Stückaktien keinen Nennbetrag, jede Stückaktie ist am Grundkapital in gleichem Umfang beteiligt. Nennbetrags- und Stückaktien können nicht nebeneinander ausgegeben werden (§ 17 Ziff. 4 öAktG). In der Schweiz wird die Einführung der Stückaktien diskutiert, doch gilt heute noch Art. 622 Abs. 4 OR, wonach der Nennwert der Aktie mindestens 1 Rappen betragen muss. 